# Родригес Гомес, Густаво
Густаво Родригес Гомес (порт.-браз. Gustavo Rodrigues Gomes; родился 10 января 2008) — бразильский футболист, полузащитник клуба «Атлетико Паранаэнсе».

## Клубная карьера
Воспитанник футбольной академии клуба «Атлетико Паранаэнсе», за которую выступал с 2018 года. В 2024 году подписал с клубом свой первый профессиональный контракт с отступными в размере 60 млн евро для зарубежных команд.

## Карьера в сборной
В 2025 году в составе сборной Бразилии до 17 лет выиграл чемпионат Южной Америки для игроков до 17 лет. На турнире забил один гол в матче против сборной Эквадора.

## Достижения
Сборная Бразилии (до 17 лет)
- Победитель чемпионата Южной Америки для игроков до 17 лет: 2025